# 唐門
唐門是武俠小說中的虛構家族式門派，常見於古龍〔《白玉老虎》、《名劍風流》〕、溫瑞安〔《神州奇俠系列》、《四大名捕系列》〕等名家作品中。
在華文武俠小說中，唐門位處蜀中，擅於使毒及暗器。「四川唐門」具特殊的家族幫會性質，內門由唐姓子弟組成，外門則是外姓之人，唐門總舵自成類似「堡寨」的自衛組織。唐門主要的特色，在於「暗器」與「毒藥」，唐門善於製造的暗器包括鐵蒺藜、鐵沙、銀針等，為了加強施發暗器的效果，唐門也精通施打暗器手法，例如古龍小說中的「滿天花雨」，可同時發射快慢不同、力道相異的六十四件暗器，並分別襲擊六十四處不同位置。唐門的暗器上都淬有劇毒，一碰觸人體任何部位，就會在極短的時間內毒發身亡。

## 唐門之說的起源
唐門之說來自何處，或是由哪位作家所創，已無從查考確定。但有一說是，民國初年武術名家的自然門三代祖師萬籟聲（1903年－1992年）曾經提到中國武術界曾有位「四川唐大嫂」，並精通一種「五毒神砂手」的武功，以施放毒沙的方式進行攻擊，小說家所撰述的「唐門」，是否來自「四川唐大嫂」，值得進一步考據。
唐門最早可能來自萬籟聲先生之說，在於他所著的《武術匯綜》一書之〈神功概論〉章節所載：「又有操‘五毒神砂’者，乃鐵砂以五毒練過，三年可成，打於人身，即中其毒，遍體麻木，不能動彈，掛破體膚，終生膿血不止，無藥可醫。如四川唐大嫂即是！」而當代武俠文學研究大師葉洪生先生考據：「這個唐大嫂實有其人，即四川（今重慶）開縣人氏。」《武術匯綜》成書於民國十五年（西元1926年），因此四川唐大嫂應為清末民初之前的武術界人物。蜀中唐門、四川唐門、峽江唐門可能實指四川（今重慶）開縣的唐家拳，此門派以拳術和竹鏢著名，傳承自明末至現代。最早將唐氏暗器寫入小說的，可能是與萬賴聲同代的武俠名家宮白羽先生，宮白羽是北派五家之一，其文字相當注重武學來歷，「唐門」之說應該是源由於此，此創作概念後來經過許多武俠作家援用，使得「蜀中唐門」一說成為小說常見的慣例。
葉洪生整理宮白羽小說，指出在《十二金錢鏢》第十四章，山陽醫隱彈指翁華雨蒼，以“彈指神通”、“五毒砂”威震江湖；第十五章則有獅林觀王一塵道長雖然武功冠絕一時，卻被“毒蒺藜”所傷，後來不治身亡；後來查出此毒藥暗器為四川唐大嫂一派獨門秘傳的武器。在《血滌寒光劍》第八回“書中暗表”，描述“毒蒺藜”與“五毒神砂”為系出同源的武器，皆屬苗人秘方，具有「見血封喉，其毒無比」的特性，四川唐大嫂據以研製出多種毒藥暗器，結怨武林。因此，宮白羽的小說，可能是「唐門」一說最早的淵源。

## 架構
在古龍及溫瑞安多本小說中，唐門的最高領導人均為被稱為老祖宗的唐老太太，即家族的祖母。
《白玉老虎》中指，唐門弟子分十大部门，由十大長老管理，其中包括毒药的配方、提炼；暗器的图样（設計）、制造；解药的提炼、保管；以及警卫、训练、分配工作、巡逻出击。

## 登場作品
除了古龍、溫瑞安等著名作家筆下的經典武俠小說外，在2000年後現代，舉凡網路小說、電子遊戲等，也有唐門的登場與故事。包括唐家三少筆下之《斗羅大陸》、和大青衣筆下之《至尊毒王》等等。電子遊戲《仙劍奇俠傳三》女主角唐雪見即為四川唐門的家族成員。《活俠傳》男主角趙活便是唐門外姓弟子。

## 暗器
- 天女散花 ~ 結合唐門淬毒暗器與江南霹靂堂的火器，威力絕大。在《白玉老虎》中仍在開發中，未能大量投產。
- 毒蒺藜 ~ 精品由十三枚配件组合成，一中人體立時散開，造成更大傷害；每一枚配件上淬的毒性都不同，見血便發作，無藥可救。[3]
- 毒針
- 斷魂砂
- 鐵沙
- 銀針